# マルニ (印刷業)
株式会社マルニは、山口県山口市に本社を置く印刷会社。

## 沿革
- 1943年（昭和18年） - 山口県紙製品工業株式会社を設立
- 1948年（昭和23年） - 丸二商行が誕生
- 1949年（昭和24年） - 道祖町5番地に本社・工場が完成。同時に活版印刷機を導入。
- 1950年（昭和25年） - 8頁掛印刷機を導入
- 1951年（昭和26年） - 印刷業を新設
- 1959年（昭和34年） - 県内で初めて自動2回転活版印刷機を導入
- 1962年（昭和37年） - 活版印刷をオフセット印刷へ移行
- 1964年（昭和39年） - 県内で初めてハイデルベルグ凸版印刷機を導入
- 1966年（昭和41年） - 本社・工場を現社屋に移転
- 1971年（昭和46年） - 手動写植機を導入
- 1972年（昭和47年） - 製版カメラを導入
- 1975年（昭和50年） - シルバーマスターを導入
- 1976年（昭和51年） - ビジネスフォーム印刷が開始。同時に、本社屋を増築および製本工場を建設
- 1978年（昭和53年） - 三菱シルバーマスターコンテストで銀賞を受賞。APRを導入。
- 1979年（昭和54年） - 三菱シルバーマスターコンテストで銀賞を受賞。製版工場を増設
- 1980年（昭和55年） - 三菱シルバーマスターコンテストで銀賞を受賞
- 1982年（昭和57年） - サービスセンターを設置
- 1984年（昭和59年） - カラースキャナを導入
- 1985年（昭和60年） - 新ビジネスフォーム工場が完成。同時に、ハイデルベルグ4色カラー印刷機導入
- 1988年（昭和63年） - 電算写植システム・ハイデルベルグ5色印刷機・モノクロスキャナ・カラーアートを導入
- 1989年（平成元年） - 企画デザイン課を設置。同時に、製版課を電算課と製版課に分離
- 1990年（平成2年） - 現社名に変更。マッキントッシュ導入
- 1991年（平成3年） - 企画デザイン課→企画・デザイン課に変更。ビジネスフォーム印刷の技術革新印刷コンクールDM部門の「日本印刷産業連合会会長賞」を受賞
- 1992年（平成4年） - ハリス製中綴ラインを導入
- 1993年（平成5年） - MK-500組版システム導入。同時に、電算写植システムを入替
- 1994年（平成6年） - 工程管理システム最新システムを導入
- 1995年（平成7年） - マッキントッシュをメインにしたデジタル組版システムに全面移行。同時に、コモリ社製オフセット輪転印刷機（B2判）を導入
- 1996年（平成8年） - 広告印刷分野に本格的参入。デジタルコンテンツ分野に参入
- 1997年（平成9年） - インターネット関連の受注が増加する。ポーラー断裁機92E・スタールKD56-94を導入
- 1998年（平成10年） - MK-700組版システムを導入
- 1999年（平成11年） - ハイデルベルグスピードマスターSM102を導入
- 2002年（平成14年） - ISO9001：2000年度版の認証を取得
- 2003年（平成15年） - ISO14001：1996年度版の認証を取得
- 2005年（平成17年） - プライバシーマーク付与認定を取得および使用を開始する。
- 2006年（平成18年） - 生活情報誌くらふ（山口市内版）を創刊
- 2006年（平成18年） - 生活情報誌くらふ（防府市内版）を創刊
- 2016年（平成28年）6月 - 平成27年度補正ものづくり・商業・サービス新展開支援補助金採択決定
- 2016年（平成28年）8月 - CIリニューアル。事務所棟・デザイン棟完成および移転
- 2017年（平成29年）3月 - 平成28年度補正革新的ものづくり・商業・サービス開発視点補助金採択決定